# Gordi
|  | Per a altres significats sobre Gordi, vegeu «Gordios». |

Gordi (grec antic: Γόρδιος, Górdios, Gordius) era un capadoci de naixement, que va ser instrument del rei Mitridates VI Eupator del Pont en els seus intent d'annexionar Capadòcia al pont. Va ser tres vegades regent de Capadòcia.
Sembla que l'any 116 aC Gordi va matar el rei Ariarates VI per ordre de Mitridates. Després va ser tutor d'un fill de Mitridates, a qui, després de l'assassinat d'Ariarates VII i de l'intent del seu germà Ariarates VIII, d'oferir resistència i a qui també va matar, va fer rei de Capadòcia a aquest fill de Mitridates amb el nom d'Ariarates IX, l'any 97 aC. La regència del país va ser encomanada a Gordi.
El Senat romà va obligar a acceptar com a rei a Ariobarzanes I el 95 aC. Mitridates el va combatre amb l'ajuda de Tigranes II d'Armènia i el 94 aC Mitridates va restaurar al seu fill Ariarates IX, que tenia uns 11 anys i va donar altre cop la regència a Gordi, però el 92 aC va haver de fugir del país davant Sul·la, que va expulsar Mitridates i Gordi de Capadòcia.
L'any 88 aC Mitridates va tornar a ocupar Capadòcia i va proclamar rei per tercera vegada al seu fill Ariarates IX, que llavors tenia uns 17 anys i Gordi va exercir la regència per tercer cop. Als pocs mesos va incorporar Capadòcia al Pont, i probablement Gordi va seguir exercint altes funcions. Es va enfrontar a Luci Licini Murena a la Segona Guerra Mitridàtica. En parlen l'historiador Justí, Apià i Plutarc.